# Czeples
Czeples albo Czeplez (macedoń. Чеплес albo Чеплез) – schronisko turystyczne w paśmie Dautica, w masywie górskim Jakupica w Macedonii Północnej. Znajduje się w wysokim lesie bukowym. Wokół schroniska jest szeroko otwarta przestrzeń, trawiasta i porośnięta paprociami. Ma wyjątkowy górski klimat i widok na szczyty Jakupicy. Schronisko posiada ekspozycję wschodnią i ma długi okres nasłonecznienia za dnia.

## Budowa
Schronisko zostało wybudowane w 1952 r., początkowo z przeznaczeniem na chatę myśliwską. Dopiero w roku 1955 zostało przekazane w zarząd Towarzystwa Górskiego Sołunska Gława (Планинарско друштво - „Солунска Глава”) z Welesu i przekształcone w schronisko górskie
Wybudowane jest z kamienia i gliny. Parter jest zbudowany z cegły z zaprawą z gliny. Konstrukcja dachowa jest z drewna pokrytego ocynkowaną blachą. Ma piwnicę, parter i piętro. Obok schroniska jest postawione murowane z kamienia pomieszczenie pomocnicze, w którym znajdują się jadalnia, kuchnia, łazienka i toaleta.
Schronisko ma pięć pokojów do spania, z których dwa większe ze wspólnymi sypialniami. Ma 56 miejsc, ale przy nocowaniu grupowym może zmieścić około 100 turystów. Schronisko jest utrzymywane na bieżąco, ma oświetlenie elektryczne, dostęp do wody z własnego źródła o nazwie Nortonow bunar z pompą. Na zewnątrz schroniska jest kran z wodą, zdatną do picia.
Schronisko jest czynne przez cały rok i ma stałego gospodarza.

## Dostęp do schroniska

### Samochodem
Samochodem można dojechać z Bogomiły (50 km na południowy zachód od Welesu), przez wieś Neżiłowo albo przez wieś Papradiszte. Autem drogą do schroniska dojeżdża się w około 1 godzinę z Bogomiły. Droga z Bogomiły do wsi Papradiszte i Neżiłowo jest asfaltowana i znajduje się w raczej złym stanie, w kilku miejscach asfalt jest znacznie zniszczony. Droga jest wąska, a w górnej części koło górskich wiosek praktycznie nie jest możliwe wymijanie się dwóch samochodów, dlatego w dniach znacznego odwiedzania tych terenów tworzą się długie korki z powodu zastojów przy wymijaniu się.

### Pociągiem i pieszo
Pociągiem można dotrzeć, jeśli się korzysta z linii kolejowej Weles – Prilep – Bitola, wysiadając na przystanku kolejowym koło wsi Oresze, potem pieszo idzie się trasą Petle – Papradiszte – Czepleska reka przez około 3-4 godziny, albo przez Neżiłowo prawie tak samo długo. Szlaki są oznaczone i generalnie dobrze utrzymane przez PD Sołunska Gława.

## Możliwe wycieczki
- Wycieczka do źródeł rzeki Babuny, w miejscu Babina Dupka, 2 godziny marszu ze schroniska.
- Wejście na szczyt Sołunska Gława, o wysokości 2 539 m, około 2 godziny marszu przy dobrych warunkach pogodowych w okresie letnim. Możliwe są szybkie zmiany warunków pogodowych, z których to przyczyn wejście na szczyt zaleca się doświadczonym turystom albo w grupach zorganizowanych, w których są doświadczeni turyści.
- Trasa Czeples – Sołunska Gława – Ubawa – Patiszka reka – Skopje. Około 8 godzin marszu.
- Trasa Czeples – Sołunska Gława – schronisko górskie Karadżica – schronisko górskie Kitka. Około 4 godzin marszu[1].